# Ладижинські ясени
Ладижинські ясени — заповідне урочище, розташоване на території Тростянецької селищної громади Гайсинського району Вінницької області (Ладижинське лісництво кв. 34, діл. 2). Оголошене відповідно до Рішення облвиконкому № 384 від 18.08.1983 р.
За фізико-географічним районуванням України ця територія належить до Бершадського району області Подільського Побужжя Дністровсько-Дніпровської лісостепової провінції Лісостепової зони. Характерною для цієї ділянки є розчленована глибокими долинами лесова височина з сірими опідзоленими ґрунтами. З геоморфологічної точки зору описувана територія являє собою підвищену ерозійно-акумулятивно-денудаційну сильно хвилясту рівнину.
Клімат території є помірно континентальним. Для нього характерне тривале, нежарке літо, і порівняно недовга, м'яка зима. Середня температура січня становить -6,5°… -6°С. липня +19°…+19,5°С. Річна кількість опадів становить 500—525 мм.
За геоботанічним районуванням України ця територія належить до Європейської широколистяної області, Подільсько-Бесарабської провінції Вінницького (Центральноподільського) округу.
Територія урочища є ділянкою високопродуктивного дубово-ясеневого насадження віком понад 90 років із запасом деревини близько 260 куб.м/га. До складу деревостану входить дуб звичайний, ясен високий, явір, черешня пташина, граб звичайний. У підліску зустрічається глід кривочашечковий, шипшина, ліщина звичайна, калина гордовина, бруслина бородавчаста і європейська.
У травостані зростають субсередземноморські види — перлівки трансільванська, висока, ряба, осока Мікелї, горобейник лікарський, купина запашна, медунка м'яка. Звичайні тут також неморальні танелюбні види, такі як маренка запашна, зірочник лісовий, конвалія звичайна та ін.